# Alasdair Graham
Alasdair Bernard Graham, PC (* 21. Mai 1929 in Dominion, Nova Scotia; † 22. April 2015 in Halifax) war ein kanadischer Politiker.

## Leben
Alasdair Graham studierte an der Saint Francis Xavier University, ehe er bei der Unterhauswahl 1958 in Nova Scotia erfolglos für einen Sitz im Unterhaus kandidierte. Am 26. April 1972 wurde er von Pierre Trudeau zum Senator ernannt. Graham war von 1976 bis 1980 Vorsitzender der Liberalen Partei. 1995 wurde er stellvertretender Fraktionsvorsitzender der Regierungspartei im Senat und 1997 Fraktionsvorsitzender der Regierungspartei im Senat und damit als einziger Vertreter aus Nova Scotia Mitglied des Kabinetts. Bei der Unterhauswahl 1997 verloren die Liberalen alle Sitze aus Nova Scotia. Graham war Mitglied des Kabinetts, bis er 1999 durch Bernie Boudreau ersetzt wurde.
Graham zog sich 2004 aus dem Senat zurück, nachdem er das Rentenalter von 75 Jahren erreicht hatte. Sein Sohn Danny Graham leitete von 2002 bis 2004 die Nova Scotia Liberal Party. Alasdair Graham starb am 22. April 2015.